# Eucalipt
Eucaliptul (Eucalyptus) este un gen de plante din familia Myrtaceae, care se prezintă sub formă de arbori sau arbuști cu frunza verde tot timpul anului. Denumirea eucaliptului se datorează formei de potir a fructului care poartă semințele ascunse (greacă ευκάλυπτος; ευ - frumos; κάλυπτος - ascuns). Eucaliptul a fost descoperit în anul 1788 de botanistul francez  L'Heritier, el a fost primul care a descoprit specia „Eucalyptus obliqua”.

## Răspândire
Eucaliptul crește în Australia și Tasmania ca și regiunea de est din Indonezia. Cele mai multe specii de eucalipt sunt arbori sau arbuști care cresc repede și au un lemn de esență tare, cu frunze verzi lobate tot anul. Astfel Eucalyptus vernicosa crește ca arbust sau arbori în estul Tasmaniei, pe când „Eucalyptus regnans” atinge 100 de m înălțime, iar trunchiul poate atinge un diametru de 2 m (măsurat în Tasmania).

## Specii
Există peste 700 de specii de eucalipt:
- Eucalyptus amygdalina
- Eucalyptus australiana
- Eucaliptul curcubeu (Eucalyptus deglupta)
- Eucalyptus diversicolor
- Eucalyptus ficifolia
- Eucaliptul albastru  (Eucalyptus globulus)
- Eucalyptus maculata
- Eucaliptul de zăpadă (Eucalyptus pauciflora)
- Eucaliptul uriaș (Eucalyptus regnans)
- Eucalyptus rostrata

## Utilizare
Eucaliptul datorită calității lemnului și creșterii rapide este frecvent cultivat în plantaje. Această cultivare a lui produce o reducere intensă a umidității pământului până în straturile profunde. În comparație cu alte plante eucaliptul este mai agresiv, eliminând din arealul său ceilalți arbori, chiar incendiile de pădure le poate supraviețui prin rădăcinile adânci și semințele care rezistă la foc. El este primul care începe să se extindă după un incendiu. Eucaliptul, ca să facă economie de apă, lasă din timp în timp să cadă neașteptat unele ramuri, ceea ce a dus la producerea unor accidente mortale.  Pe lângă folosirea lemnului de eucalipt mai sunt folosite și uleiurile eterice, din care cauză frunzele de eucalipt sunt toxice nefiind consumate de animale cu excepția lui koala, care consumă numai frunzele unui anumit eucalipt.

### Ulei de eucalipt
Uleiul de eucalipt este ușor de distilat cu aburi din frunze și poate fi utilizat pentru curățare și ca solvent industrial, ca antiseptic, pentru dezodorizare și, în cantități foarte mici, în suplimente alimentare, în special în dulciuri, dropsuri pentru tuse, pastă de dinți și decongestionante. Are proprietăți de respingere a insectelor și servește ca ingredient activ în unele produse comerciale de respingere a țânțarilor. Aromaterapeuții au adoptat uleiurile de eucalipt pentru o gamă largă de scopuri. Eucaliptul albastru este principala sursă de ulei de eucalipt la nivel mondial.

### Instrumente muzicale
Lemnul de eucalipt este, de asemenea, folosit în mod obișnuit la fabricarea didgeridoo-urilor, un instrument de suflat tradițional al aborigenilor australieni. Trunchiul copacului este scobit de termite, iar apoi tăiat dacă gaura este de mărimea și forma corectă.

## Galerie

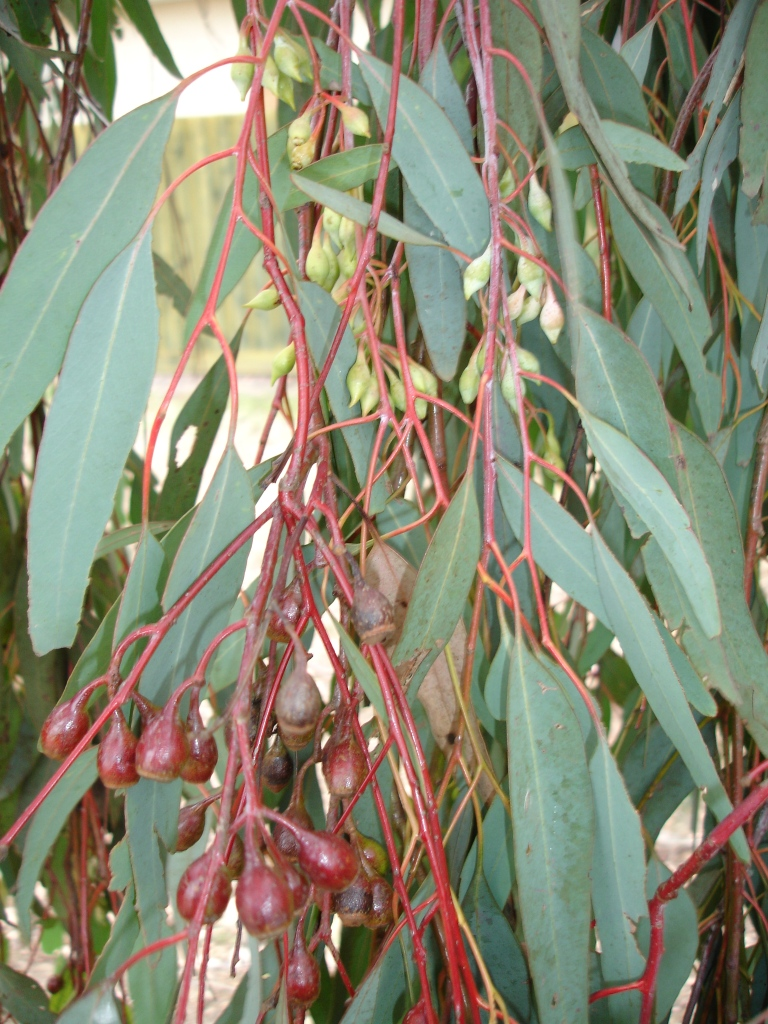
Eucalyptus sideroxylon
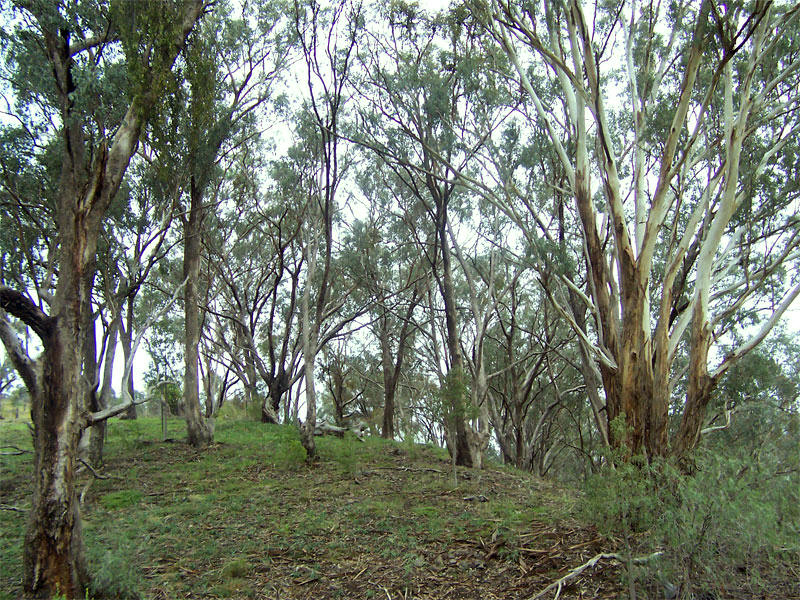
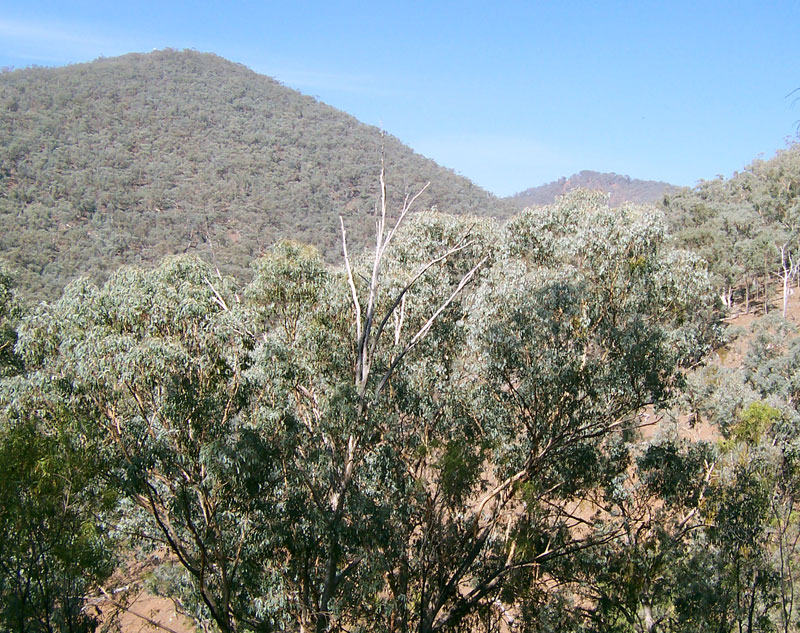
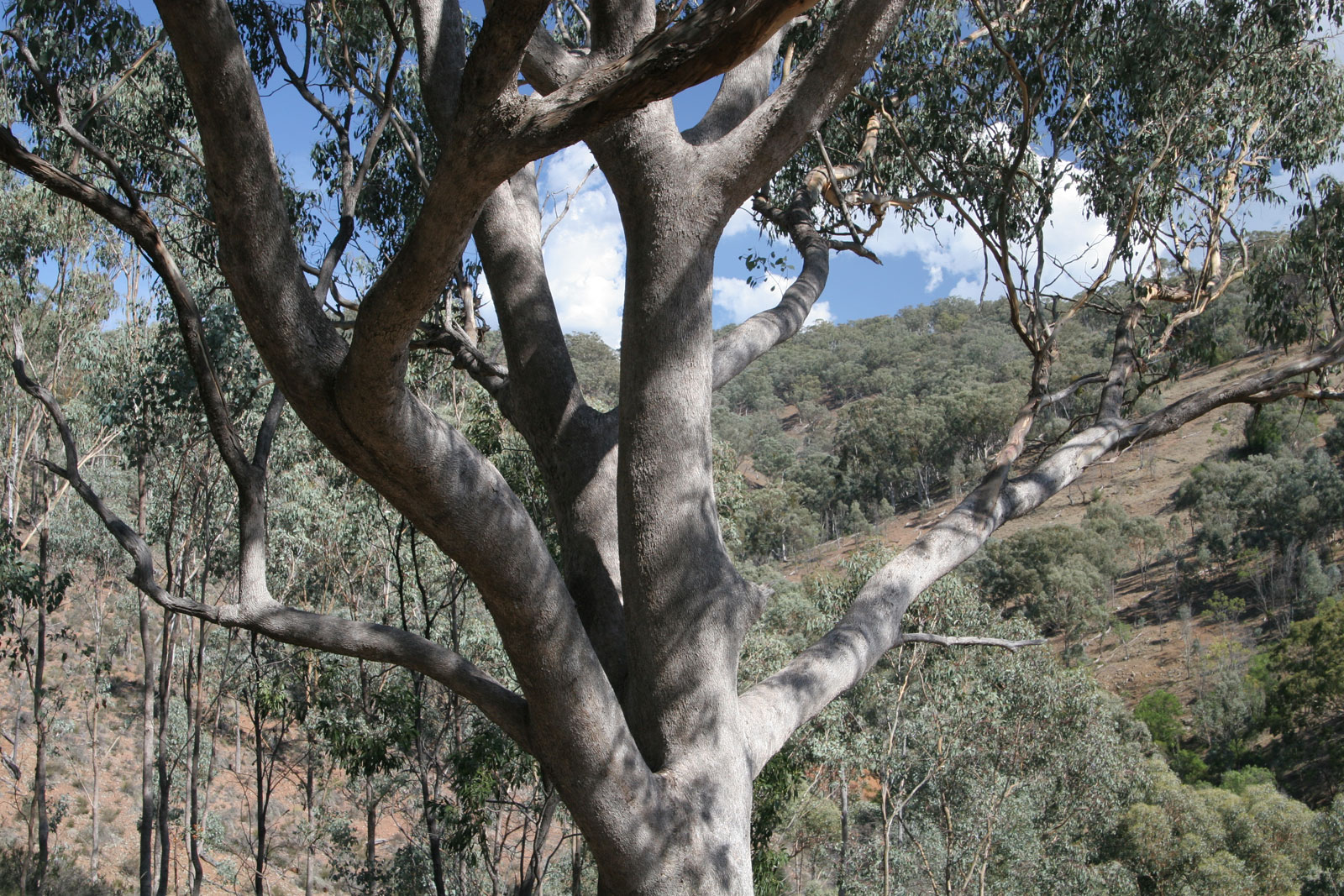
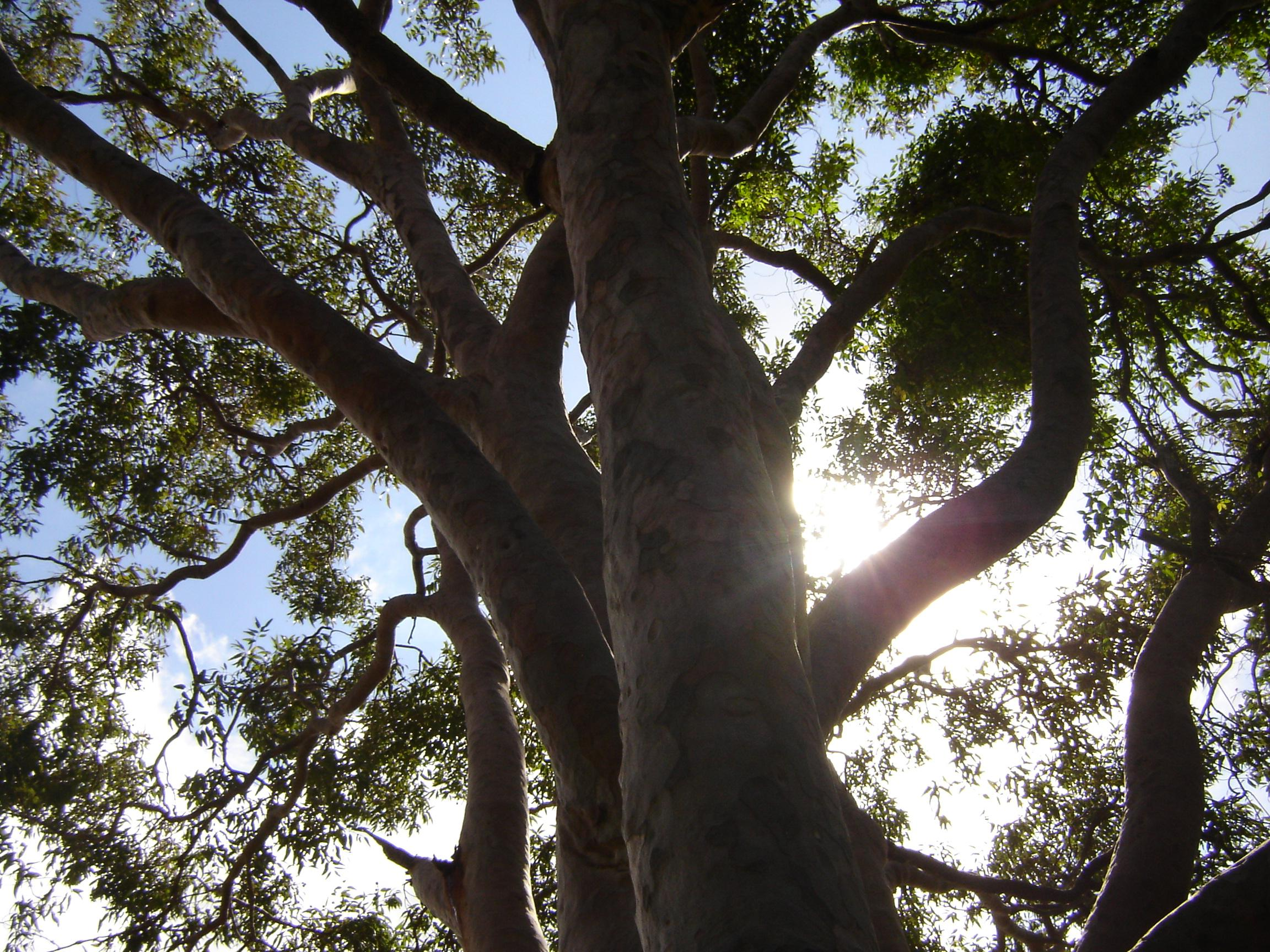
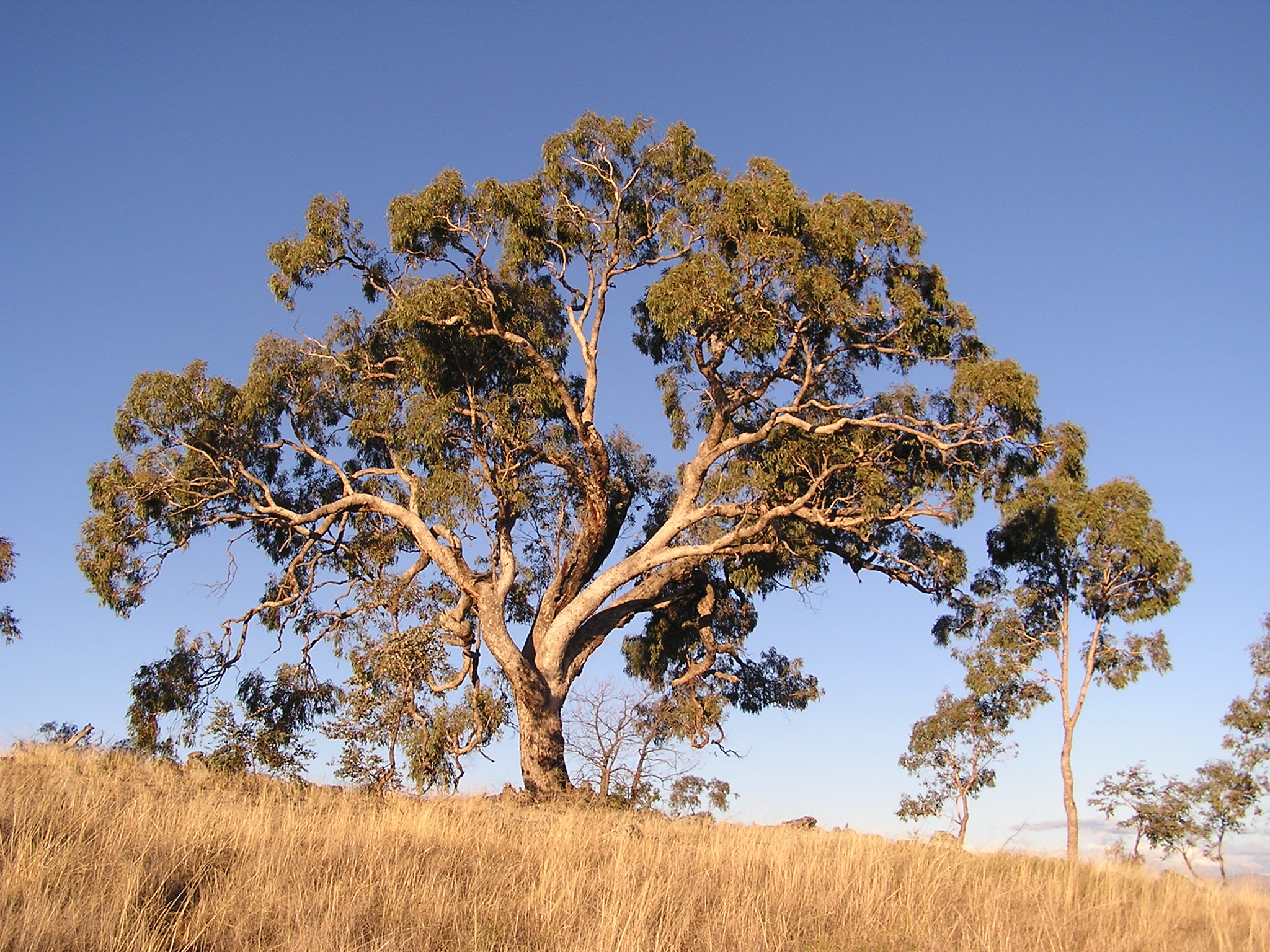
Eucalyptus bridgesiana
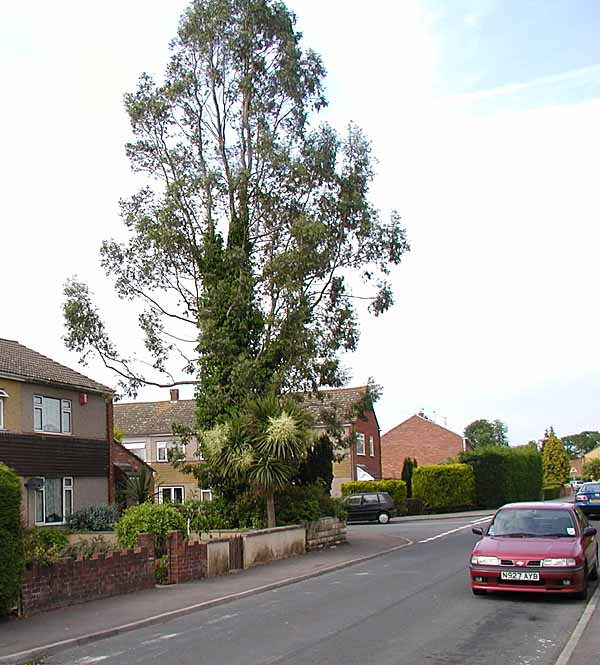
Eucalyptus gunnii
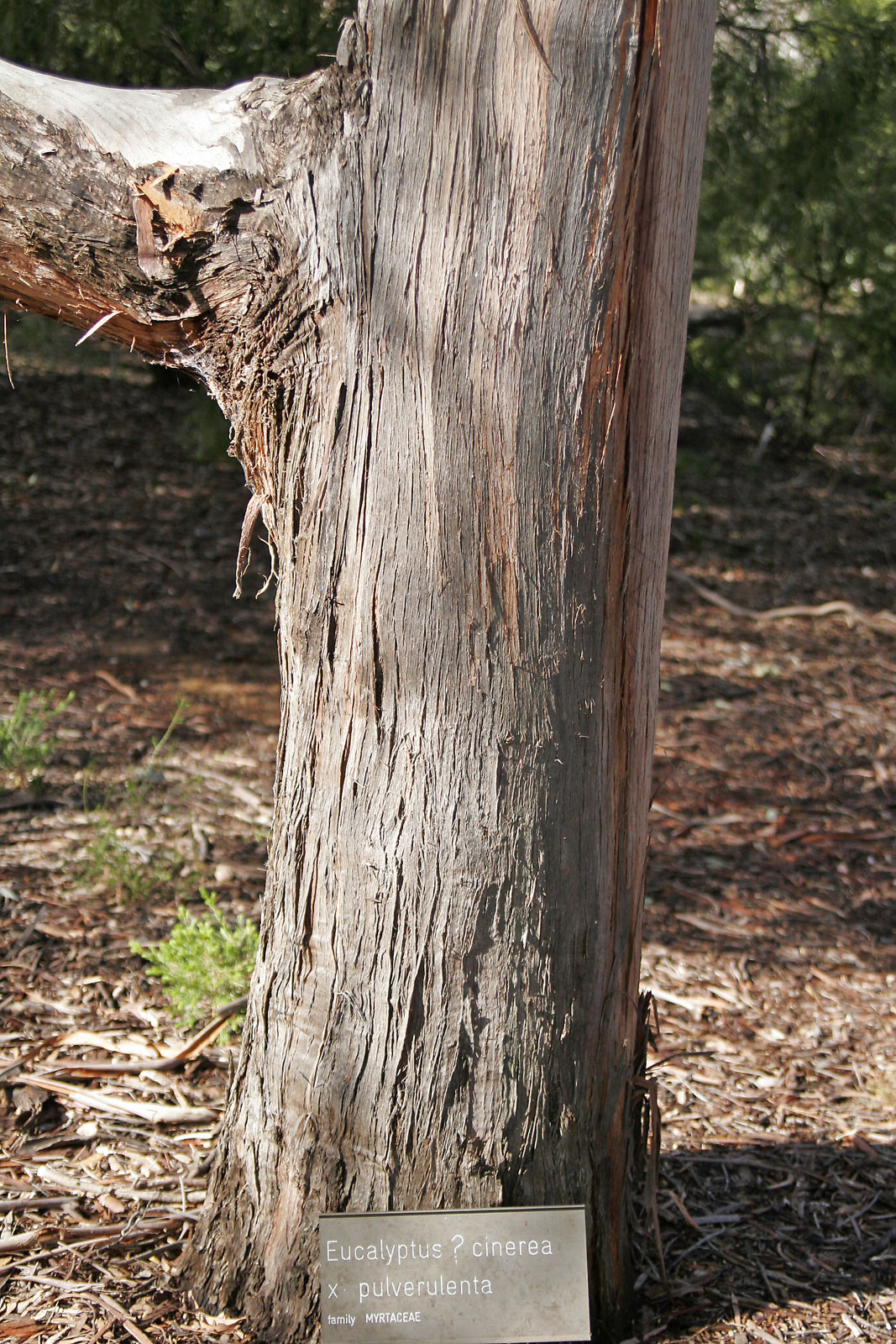
Eucalyptus cinerea x pulverulenta - National Botanical Gardens Canberra
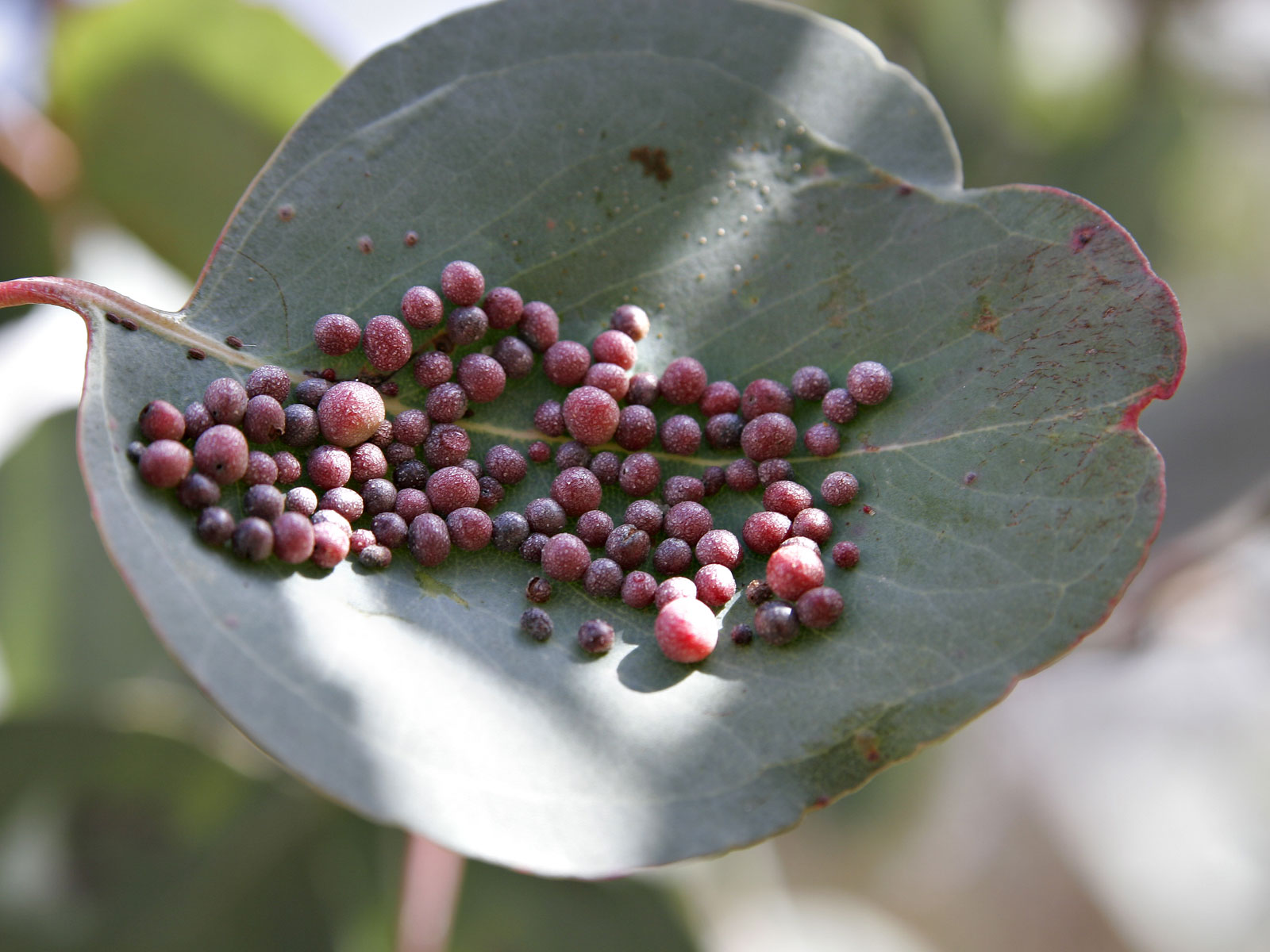
Eucalyptus
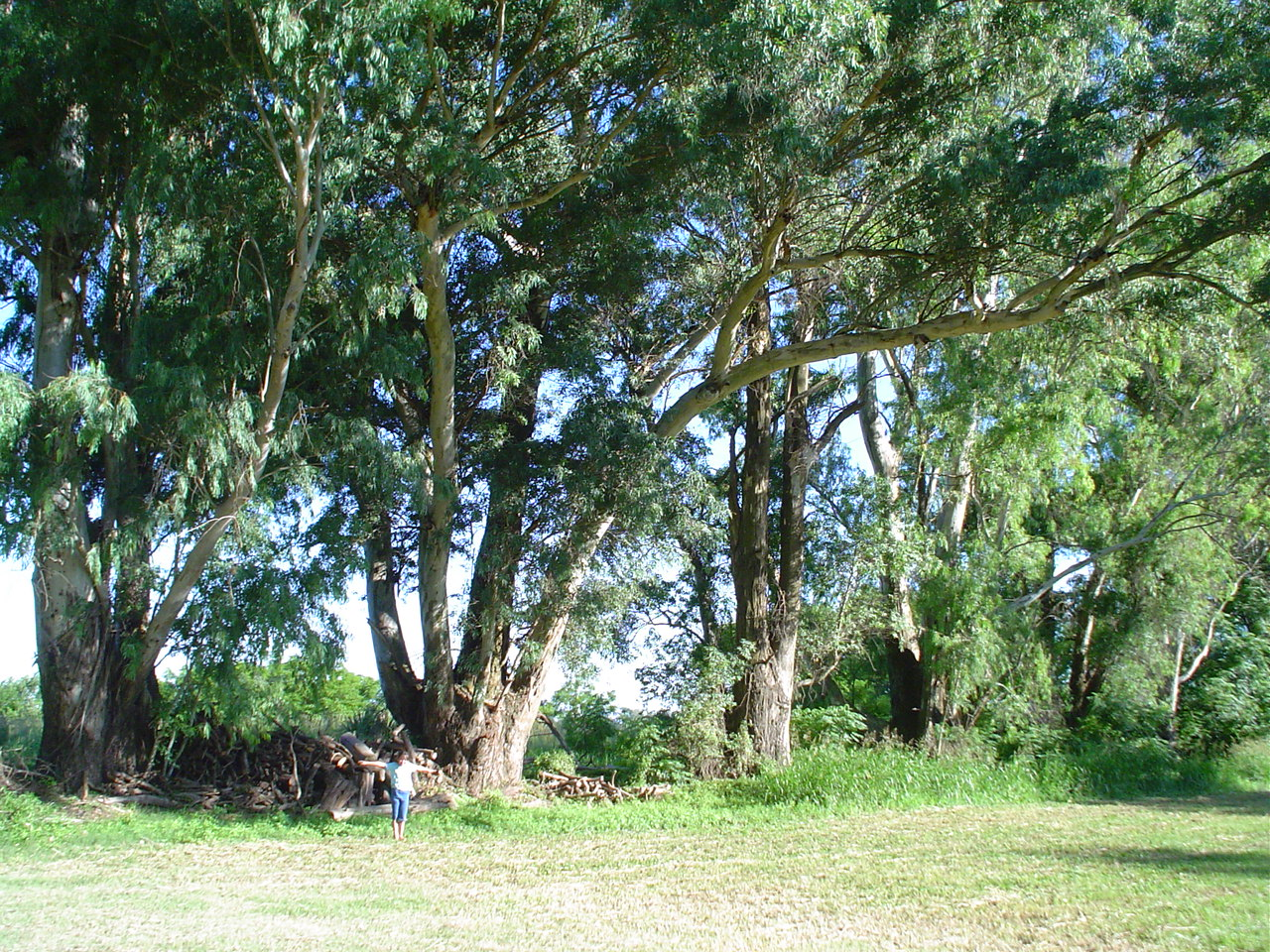
Eucalyptus grandis în Argentina
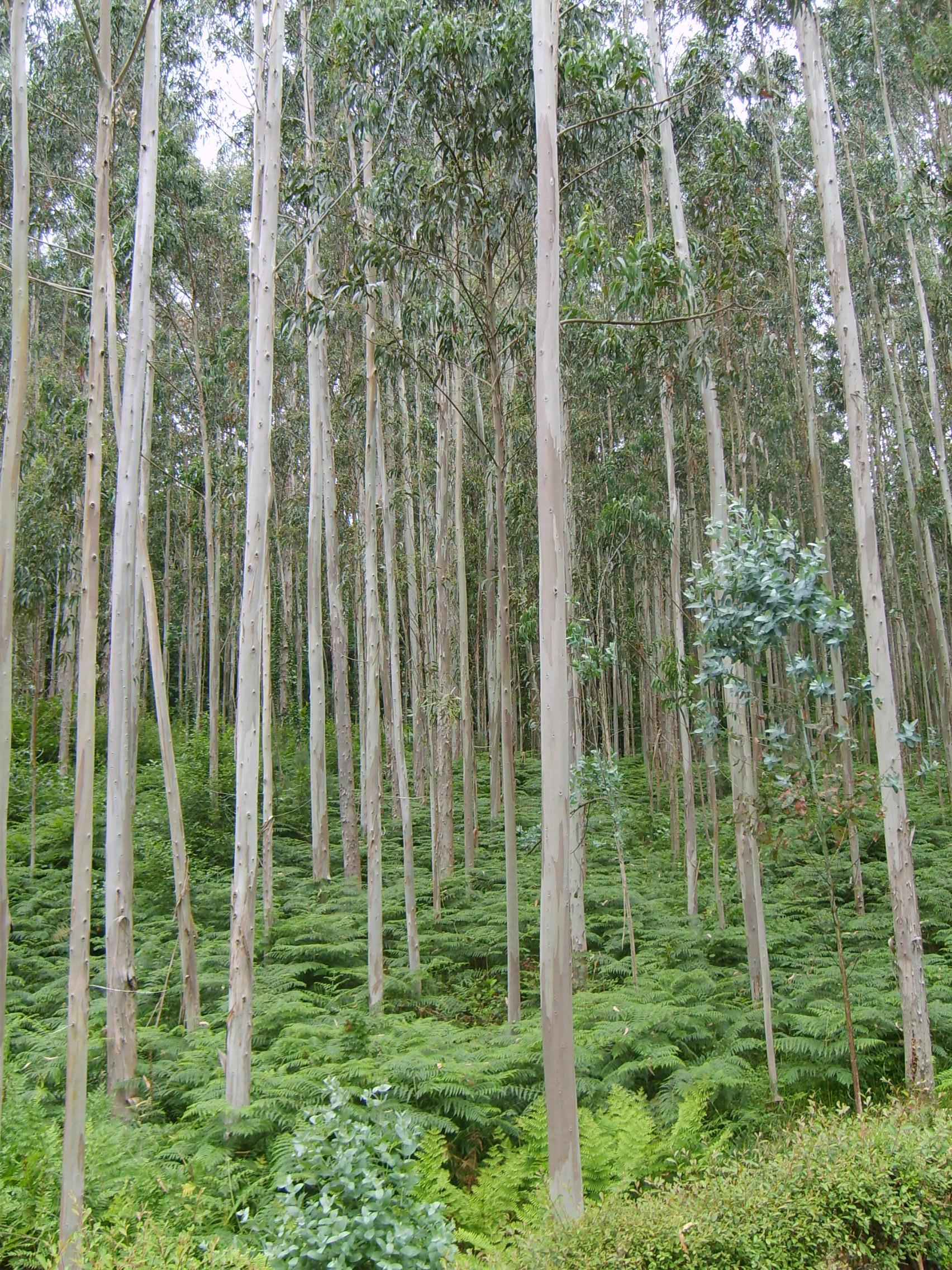
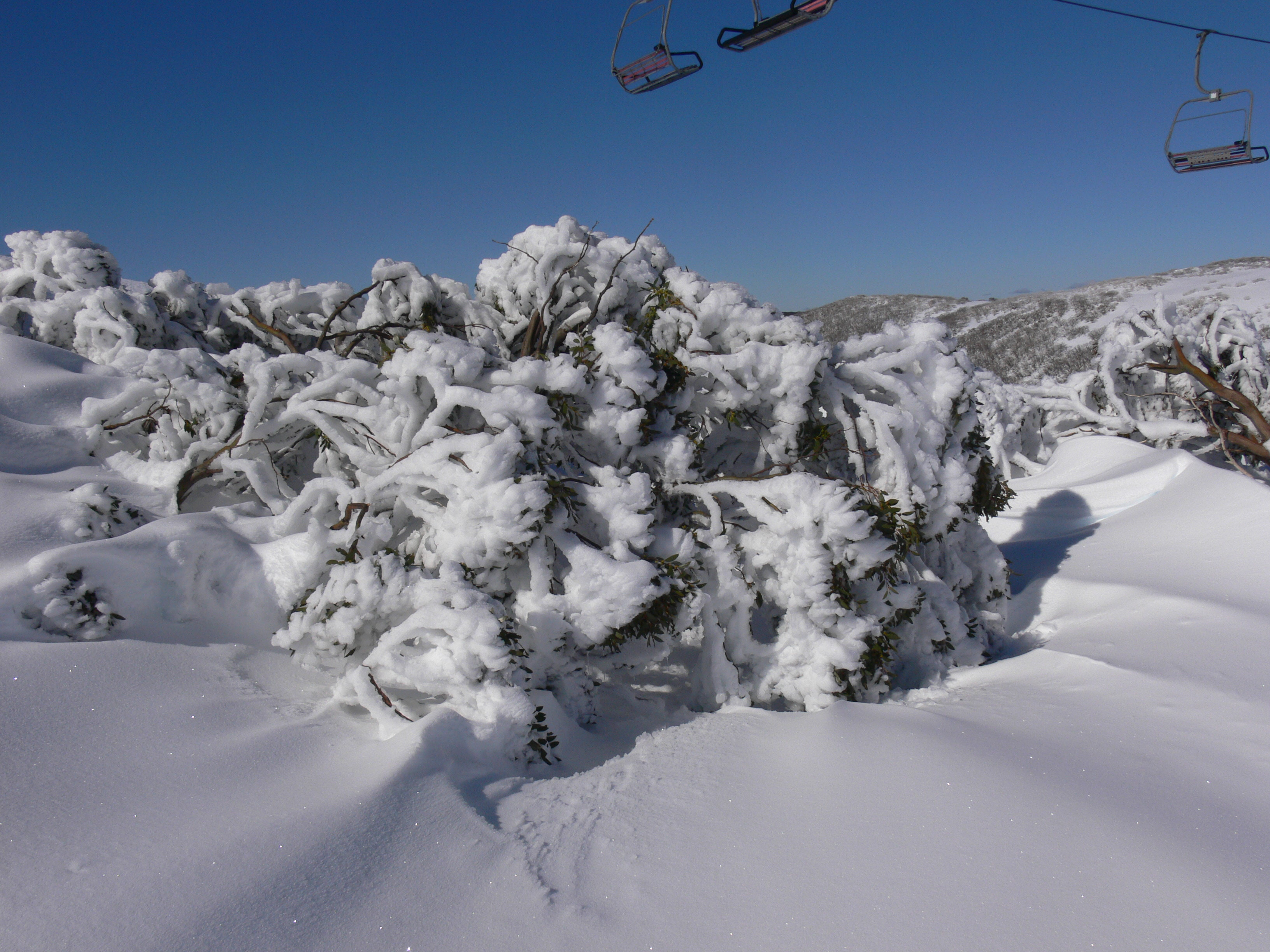
E. pauciflora
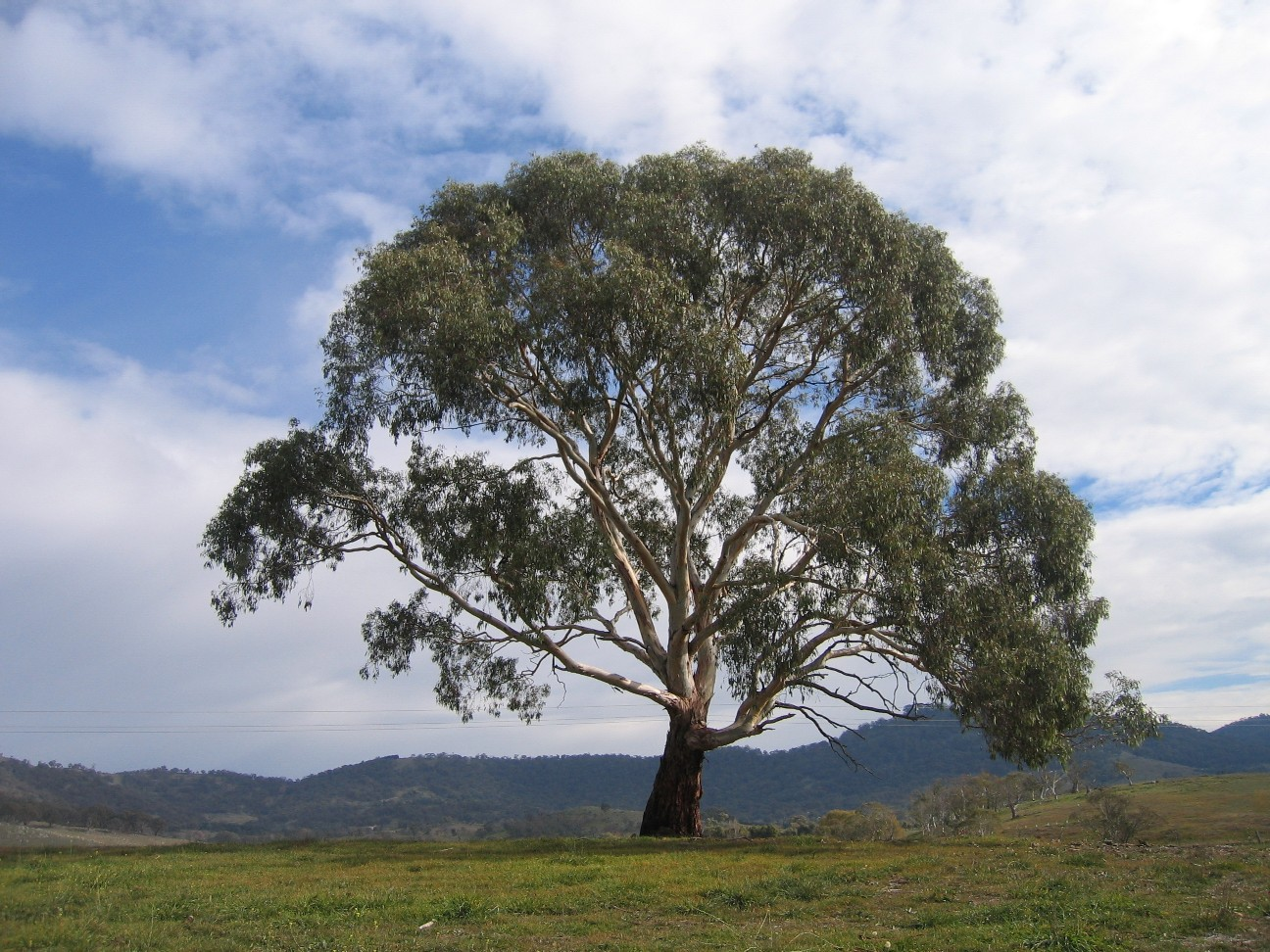
Eucalyptus rubida
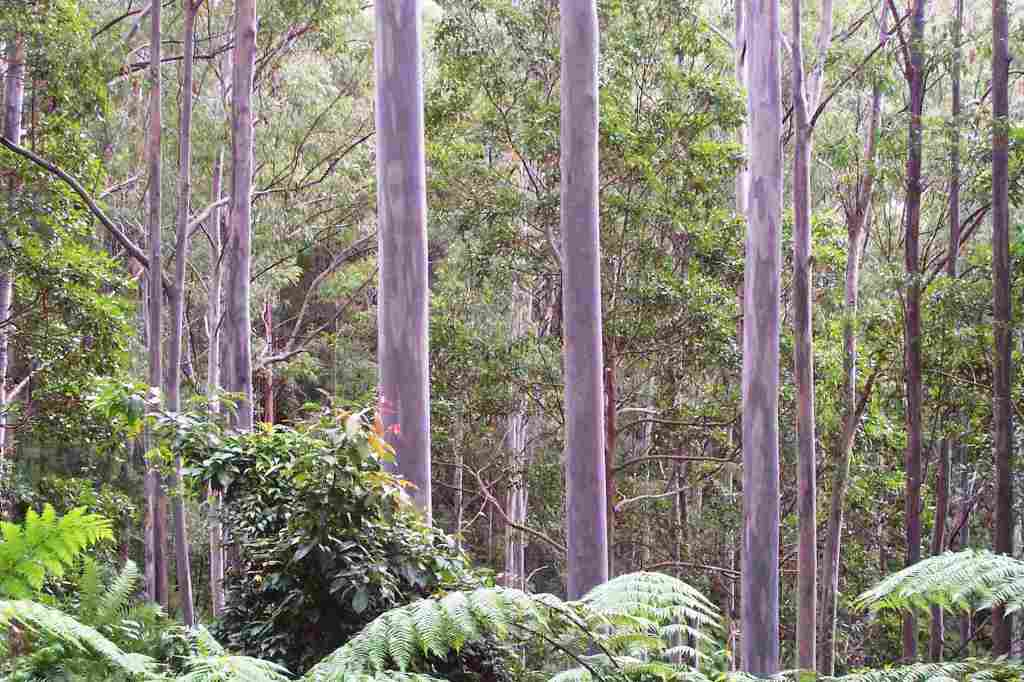
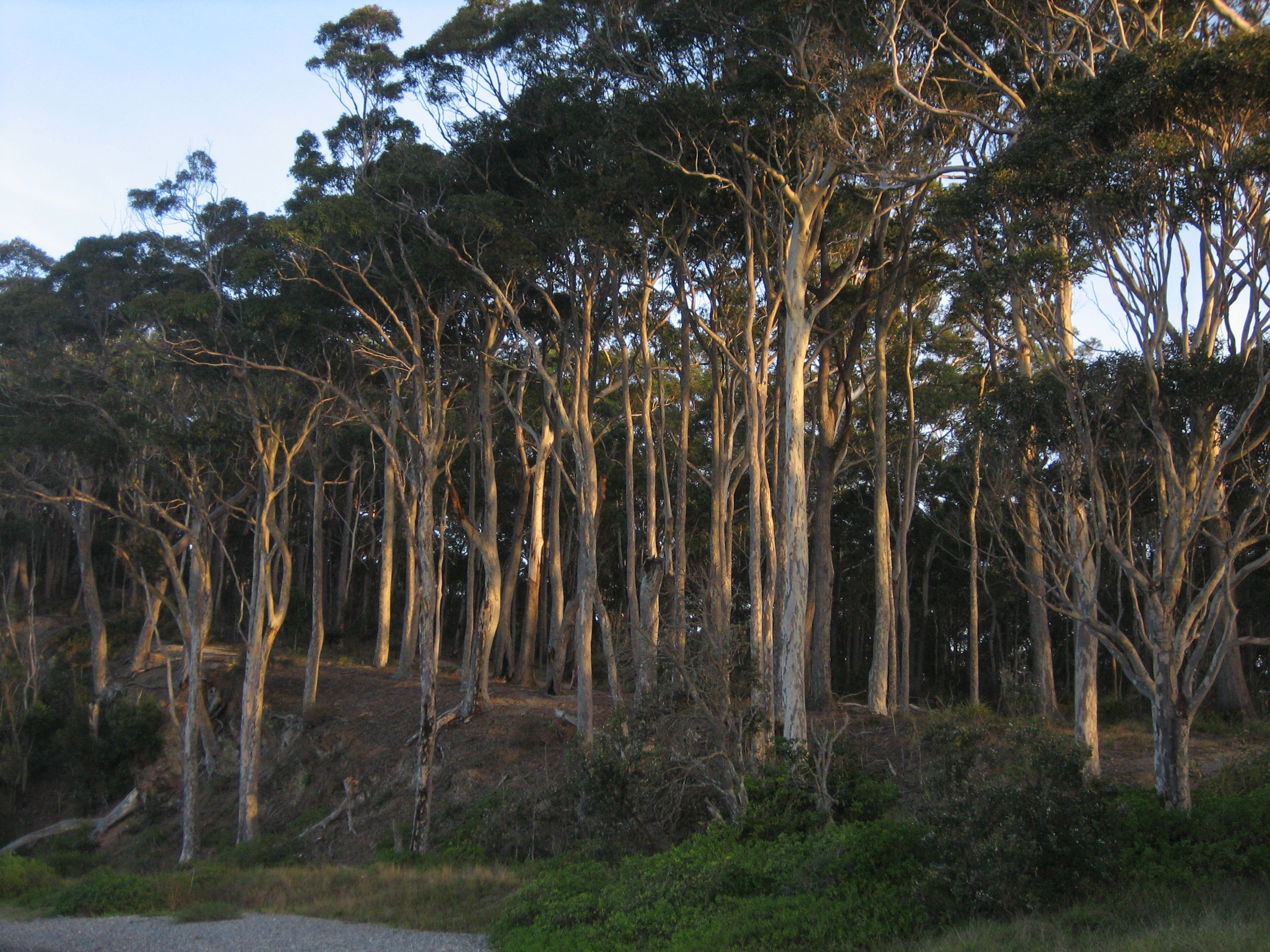
Corymbia maculata în New South Wales
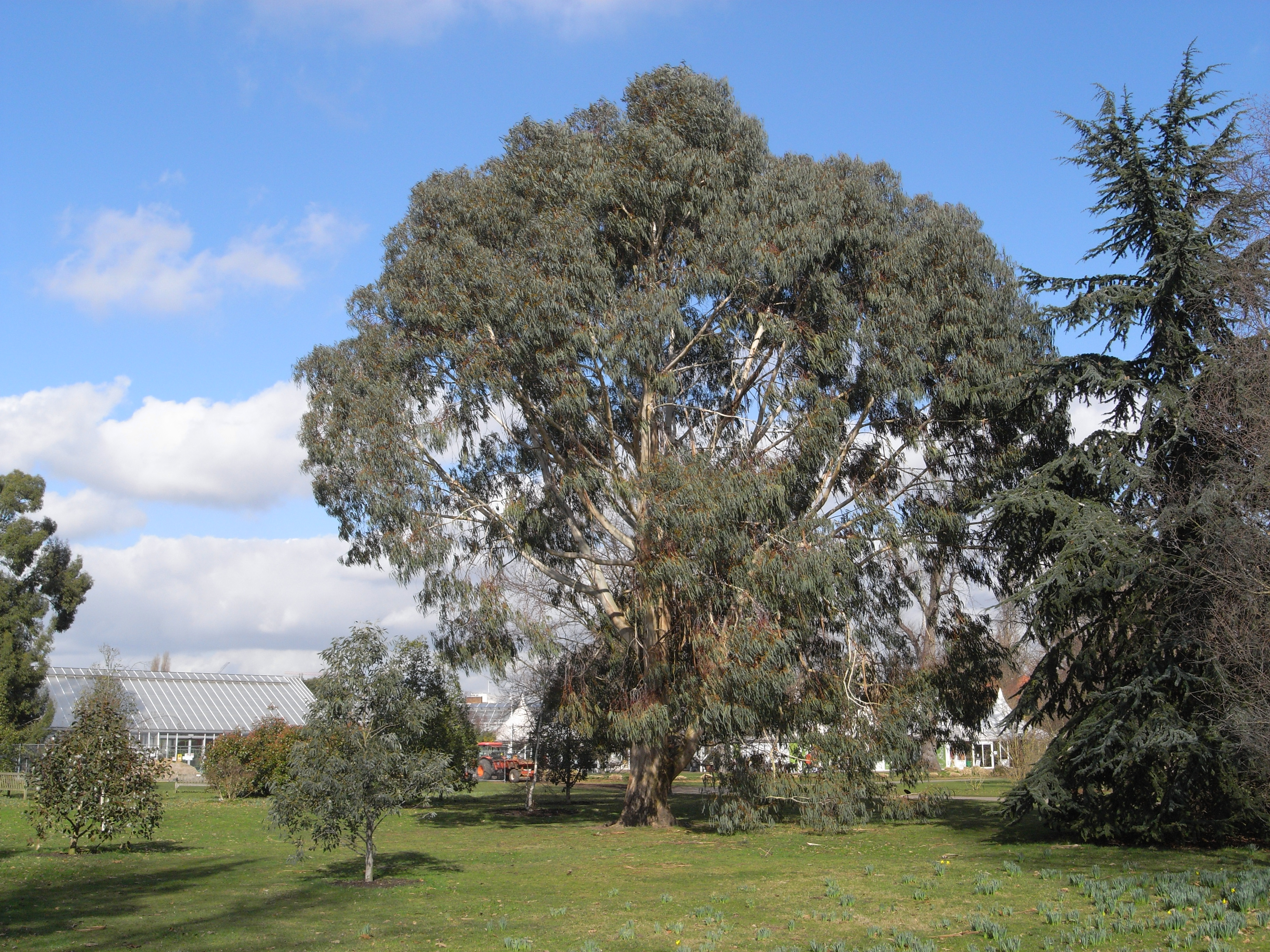
Eucalyptus chapmaniana (în Londra
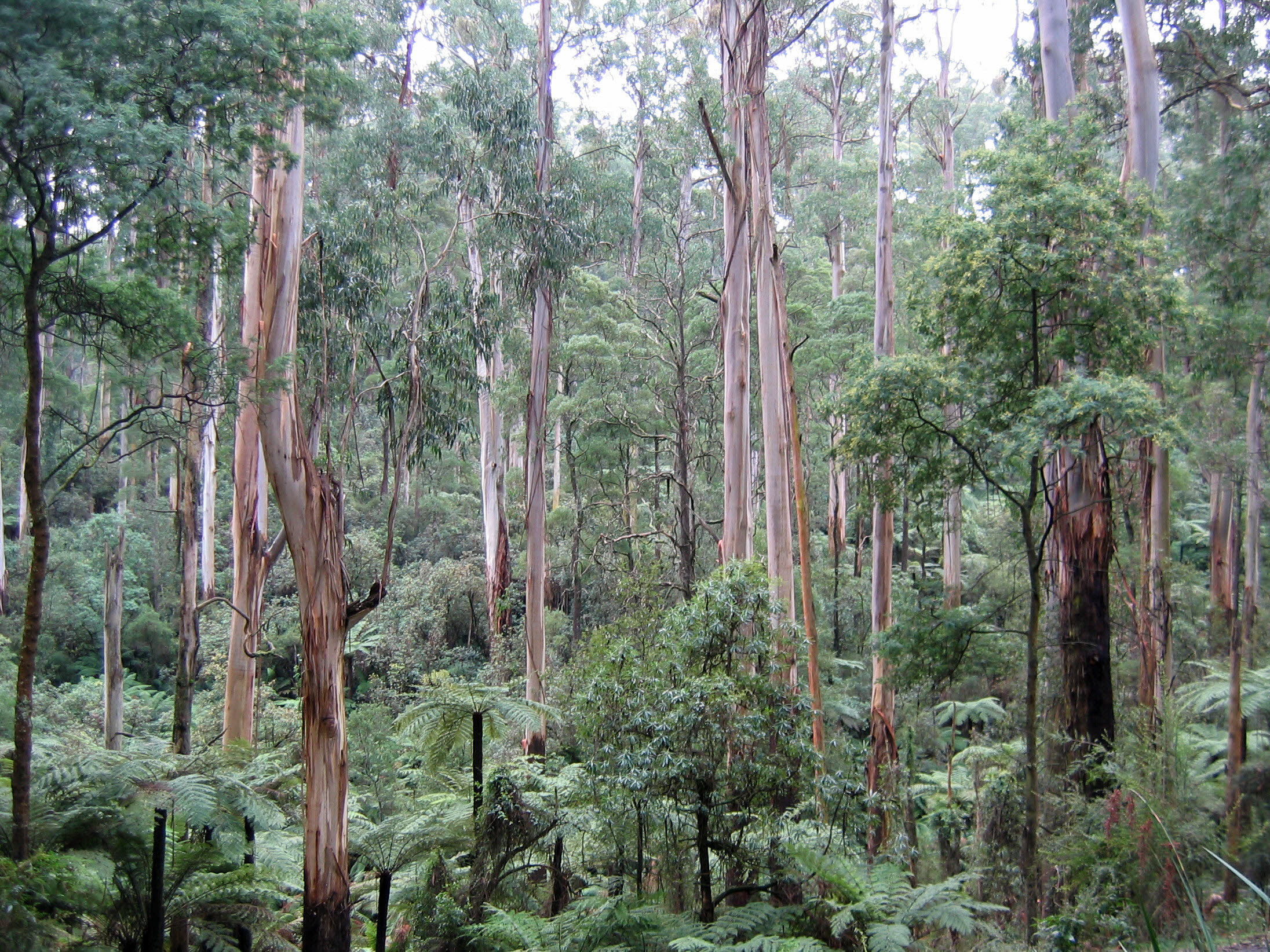
Eucalyptus regnans în Sherbrooke Forest, Victoria
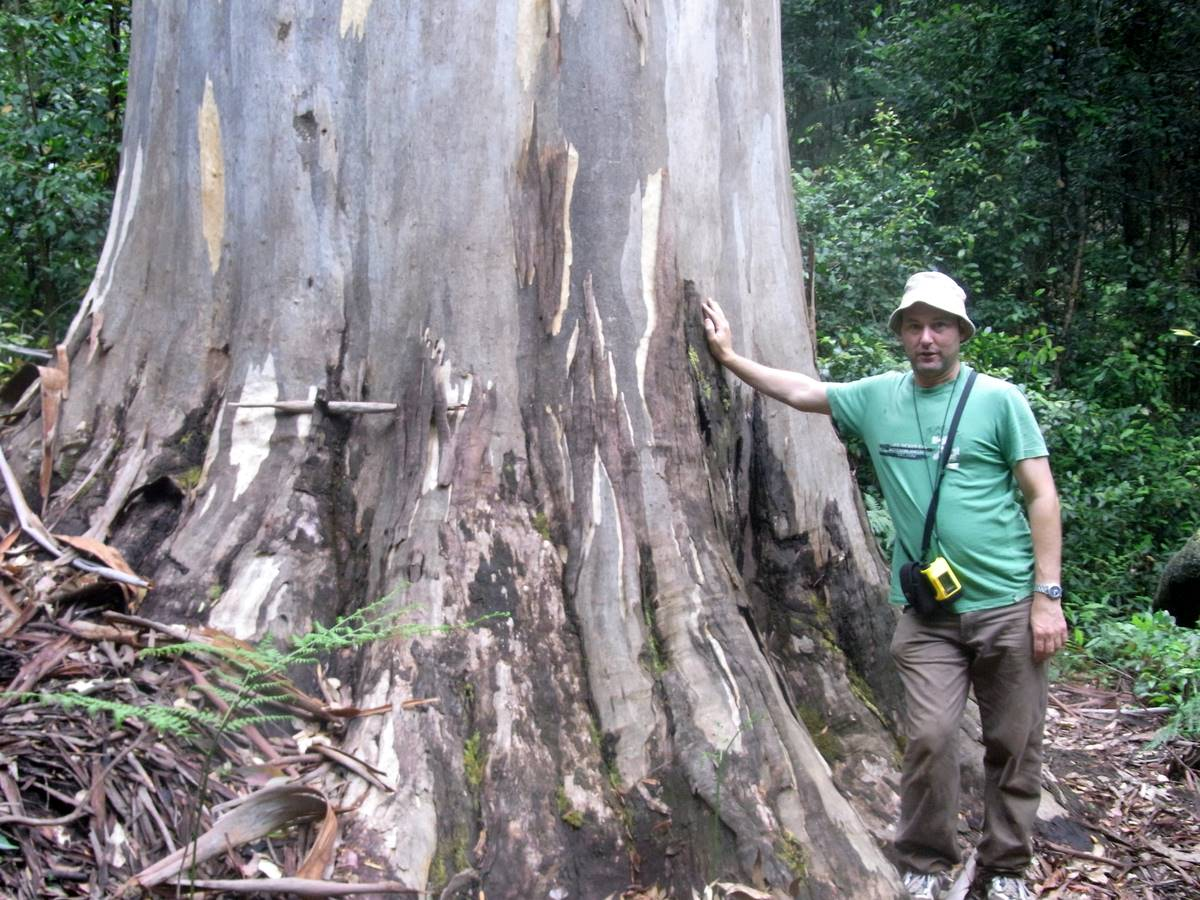
Dr. Dean Nicolle & Eucalyptus deanei, Blue Mountains National Park, Australia

### Resurse medicinale
- Eucalyptus
- Oleum Eucalypti, B.P. Oil of Eucalyptus